# Фон-Лейк-Форест (Пенсільванія)
Фон-Лейк-Форест (англ. Fawn Lake Forest) — переписна місцевість (CDP) в США, в окрузі Пайк штату Пенсільванія. Населення — 725 осіб (2020).

## Географія
Фон-Лейк-Форест розташований за координатами 41°30′57″ пн. ш. 75°3′15″ зх. д. / 41.51583° пн. ш. 75.05417° зх. д. (41.515822, -75.054184).  За даними Бюро перепису населення США в 2010 році переписна місцевість мала площу 7,73 км², з яких 6,61 км² — суходіл та 1,12 км² — водойми.

## Демографія
Згідно з переписом 2010 року, у переписній місцевості мешкало 755 осіб у 328 домогосподарствах у складі 232 родин. Густота населення становила 98 осіб/км².  Було 772 помешкання (100/км²).
Расовий склад населення:
| - 93,4 % — білих - 4,2 % — чорних або афроамериканців - 0,5 % — азіатів - 0,1 % — корінних американців |

До двох чи більше рас належало 0,8 %. Частка іспаномовних становила 3,3 % від усіх жителів.
За віковим діапазоном населення розподілялося таким чином: 17,7 % — особи молодші 18 років, 54,5 % — особи у віці 18—64 років, 27,8 % — особи у віці 65 років та старші. Медіана віку мешканця становила 53,6 року. На 100 осіб жіночої статі у переписній місцевості припадало 109,1 чоловіків;  на 100 жінок у віці від 18 років та старших — 103,6 чоловіків також старших 18 років.
Середній дохід на одне домашнє господарство  становив 88 098 доларів США (медіана — 62 125), а середній дохід на одну сім'ю — 102 034 долари (медіана — 65 673). За межею бідності перебувало 12,8 % осіб, у тому числі 44,9 % дітей у віці до 18 років та 11,8 % осіб у віці 65 років та старших.
Цивільне працевлаштоване населення становило 229 осіб. Основні галузі зайнятості: роздрібна торгівля — 23,6 %, освіта, охорона здоров'я та соціальна допомога — 21,4 %, мистецтво, розваги та відпочинок — 19,2 %.